# Are All Men Alike?
Are All Men Alike? er en amerikansk stumfilm fra 1920 af Phil Rosen.

## Medvirkende
- May Allison som Theodora Hayden
- Wallace MacDonald som Gerry Rhinelander West
- John Elliott som Chandler
- Winifred Greenwood
- Emanuel Turner som Dorgan